# Курячівська сільська рада (Старобільський район)
| Курячівська сільська рада — колишній орган місцевого самоврядування у Старобільському районі Луганської області з адміністративним центром у с. Курячівка. Історична дата утворення: в 1995 році. Водоймища на території, підпорядкованій даній раді: річка Біла. Сільській раді підпорядковані населені пункти: - с. Курячівка - с. Ганнівка - с. Дубовівка |

## Склад ради
Рада складалася з 16 депутатів та голови.

### Керівний склад ради
| ПІБ                            | Основні відомості                                                 | Дата обрання | Дата звільнення |
| ------------------------------ | ----------------------------------------------------------------- | ------------ | --------------- |
| Овчаренко Валентина Михайлівна | Сільський голова, 1967 року народження, освіта, позапартійна      | 26.03.2006   | 31.10.2010      |
| Кравцов Анатолій Павлович      | Сільський голова, 1958 року народження, освіта середня спеціальна | 31.10.2010   |                 |

Примітка: таблиця складена за даними джерела